# Трек (Еврейска автономна област)
Трек (на руски: Трек) е село в Облученски район на Еврейската автономна област в Русия. Влиза в състава на Бирското градско селище.

## География
Селото се намира на левия бряг на река Бира.
Трек е разположено на Транссибирската магистрала, а покрай него преминава автомобилния път Чита – Хабаровск.
Разстоянието до Биробиджан е около 25 км; а до административния център, селището Бира, около 26 км (съответно на изток и запад по Амурския автомобилен път).

## Инфраструктура
- Станция на Далекоизточната железопътна линия.